# Norbert Kerkel
Norbert Kerkel (* 8. Mai 1941 in Tegernsee; † 12. Juni 2008 in München) war ein deutscher Kommunalpolitiker. Von 1987 bis 2008 war er Landrat des oberbayerischen Landkreises Miesbach.

## Leben
Der parteilose Kerkel war seit 1978 in der Kommunalpolitik aktiv, zunächst als Mitglied des Gemeinderats, ab 1984 als Bürgermeister seiner Heimatgemeinde Waakirchen. Am 13. April 1987 übernahm er das Amt des Landrates des Landkreises Miesbach. In seine über 20-jährige Amtszeit fallen zahlreiche bauliche Maßnahmen zur Verbesserung der Infrastruktur, so die Errichtung der Realschule in Holzkirchen und der Neubau des Kreiskrankenhauses in Agatharied. Er war Mitinitiator bei der Gründung des Tourismusverbandes Bayerisches Oberland und lange Jahre Mitglied des Landesausschusses beim Bayerischen Landkreistag. 
Nachdem Kerkel bei den Kommunalwahlen im März 2008 nicht mehr angetreten war, musste er im April 2008 kurz vor Ende seiner Amtszeit wegen einer Krebserkrankung die Geschäfte an seine Stellvertreter übergeben. Zwei Monate später erlag er seiner Krankheit.

## Familie
Sein gleichnamiger Sohn Norbert Kerkel, geboren 1964, ist seit 1. Mai 2020 der erste Bürgermeister von Waakirchen.

## Auszeichnungen
- 1999: Bundesverdienstkreuz am Bande[1]
- 2005: Bayerischer Verdienstorden[1]